# Facundo Sánchez
Facundo Sánchez (* 20. Januar 1992 in Sa Pereira, Argentinien) ist ein argentinischer Fußballspieler. Der Abwehrspieler stand zuletzt beim griechischen Erstligisten Panathinaikos Athen unter Vertrag.

## Karriere
Sánchez begann seine Profikarriere im Alter von 19 Jahren bei CA Colón in der höchsten Spielklasse Argentiniens. Über CSD Defensa y Justicia und CA Tigre wechselte der Rechtsverteidiger 2016 zu Estudiantes de La Plata. Beim viermaligen Copa-Libertadores-Sieger etablierte sich Sánchez als Stammspieler und absolvierte 109 Erstligaspiele.
Im August 2020 unterzeichnete Sánchez einen Zweijahresvertrag beim griechischen Erstligisten Panathinaikos Athen. Mit einem 1:0-Finalsieg über PAOK Thessaloniki 2022 gewann er mit dem griechischen Vereinspokal den ersten Profititel seiner Karriere. Am 21. Juni 2022 gab Panathinaikos die Vertragsverlängerung mit Sánchez für eine weitere Saison bekannt.

## Erfolge
- Griechischer Pokalsieger: 2022